# Capelinhos

Capelinhos (od Capelo + -inhos diminutive, ki dobesedno pomeni 'mali Capelos' ali 'mali rt') je monogenetski vulkan na zahodni obali otoka Faial na Azorih. To je del večjega vulkanskega kompleksa Capelo, ki vključuje 20 žlindrinih stožcev in lavinih polj, ki so poravnani v smeri zahod-severozahod in vzhod-jugovzhod od kaldere Cabeço Gordo. Čeprav je ime »Capelinhos« povezano z vulkanom, se tehnično nanaša na zahodni rt župnije Capelo. Lahko se šteje za najzahodnejšo točko Evrope, če se otoček Monchique v bližini otoka Flores, tudi na Azorih, šteje za del Amerike, ker je na severnoameriški tektonski plošči.
Vulkanski izbruh je trajal 13 mesecev, od 27. septembra 1957 do 24. oktobra 1958, kar sta morda bila dva prekrivajoča se vulkanska izbruha. Medtem ko se je zemljišče povečalo za 2,4 km², je ustvarilo 300 seizmičnih dogodkov, ki so bruhali pepel 1 km daleč, uničili 300 hiš v župnijah Capelo in Praia do Norte ter povzročilo evakuacijo 2000 ljudi (izseljevanje v ZDA in Kanado). 25. oktobra je vulkan obmiroval. Je del aktivnega vulkanskega kompleksa, ki ustvarja več seizmičnih in vulkanskih dogodkov.

## Geografija
Capelinhos je ob vulkanskem kompleksu Capelo, ki obsega zahodno območje razpokanega vulkanizma in zgodovinskih izbruhov, ki vodijo stran od Cabeço do Fogo. Dogodki, ki so se začeli leta 1957, so bili podaljšek vulkanske dejavnosti, ki se je nenadoma končala na Costado da Nau, pečini pri Ponta dos Capelinhos. Podobno kot planota Horta, je polotok skladen z oblikami in izdelki, ki izvirajo iz surtsejskih, strombolskih in havajskih vulkanskih tipov. Nastanek je sestavljen predvsem iz bazaltnih kamnin, vendar manj pogostih havajskih kamnin.
Capelinhos je uvrščen med surtsejski tip izbruhov, saj je nastal na relativno plitki obali Faialske podvodne gore. Ironično je, da je omenjen tip vulkana, ki je bil prvič pripisan podmorskemu izbruhu vulkana Surtsey, nastal pet let prej; nekateri to vrsto izbruha opisujejo kot Capelinski.
Vvulkanski ventil na Cabeço Norte sprošča vodno paro s temperaturami med 180 ° C in 200 ° C iz vulkanskega kompleksa.

## Zgodovina
Vulkan Capelinhos je bil pomemben dogodek; »to je bil podmorski izbruh, ki so ga intenzivno opazovali, dokumentirali in preučevali od začetka do konca. Pojavil se je pod idealnimi pogoji in nasproti naseljenega otoka s cestami, svetilnikom in zasebnimi telefoni«, je najprej komentiral vulkanolog Victor Hugo Forjaz. Prve dejavnosti med izbruhom so ugotovili inženir Frederico Machado, direktor oddelka za javna dela okrožja, njegov pomočnik inženir João do Nascimento in nadzornik António Denis, po pooblastilu civilnega guvernerja Freitas Pimentel. Direktor Observatorija v Angri, podpolkovnik José Agostinho je preletel to območje, Bernado Almada (v observatorij princa Alberta v Monaku, v Horti) pa je poslal več objav, ki so se nanašali na povečano potresno aktivnost tega območja.
Med 16. in 27. septembrom 1957 je bilo zabeleženih 200 potresov intenzitete 5 (zmerno) po Mercalliju . 23. septembra so začele vreti morske vode ob obali Ponte dos Capelinhos, prva para pa je bil opažena okoli 6:30 ure kilometer severozahodno od svetilnika. Zaznavalo bi se stalno tresenje, ki je včasih doseglo stopnjo 4 po Mercalliju (MM-31). Tri dni kasneje se je aktivnost povečala; črni pepel (do okoli 1400 m) in vodna para (do okoli 4000 m) se je vzpenjala proti zahodu dveh ilhéusov (otočkov) ob obali. 27. septembra, z začetkom ob približno 6:45 zjutraj, se je začel podmorski izbruh, 300 m od Ponta dos Capelinhos (100 m od Ilhéusa dos Capelinhos). Iskalci kitov pri Costado da Nau, nekaj metrov nad svetilnikom Capelinhos, so opazili ocean, ki se je dvigal na zahod in opozorili svetilnike. 5. oktobra: »... so se oblaki gline dvignili približno en kilometer v višino in trdni fragmenti ... ki so dosegli območje okoli 1200 metrov ...« Stavbe na tem območju so začele dobivati prve poškodbe: okna so bila razbita, strešniki so padali s streh. Naslednji dan se je na kopnem začel prvi val pepela; »čez nekaj ur je črna plast pokrila skrajni zahod otoka ...«, ki je segla 2,5 kilometra od kraterja, zaradi česar je bilo treba evakuirati naselja Norte Pequeno in Canto. Sprva so se plini in piroklastične eksplozije nadaljevali do 13. oktobra, postopoma pa so se zmanjševali, vendar so jih hitro zamenjale nasilne eksplozije, lava bombe, pepel in lava, ki je iztekala v morje. Ta intenziven izbruh se je dogajal do konca oktobra s stalnim bruhanjem pepela po Faialu, ki je uničil kulturno krajino, onemogočil normalno kmetovanje in prisilil prebivalce iz lokalnih vasi, da se evakuirajo.
Do 10. oktobra je izbruh ustvaril majhen otok, ki so domačini ga krstili Ilha Nova (novi otok), Ilha dos Capelinhos (otok Capelinhos) ali Ilha do Espírito Santo (otok svetega Duha), premera 600 metrov in višine 30 metrov z odprtim kraterjem proti morju. Do 29. oktobra je otok narasel do 99 metrov visoko in 800 metrov v premeru grobega črnega pepela.
Do konca prve faze izbruha je prišlo do nepozabnega javnega dogodka. Trije novinarji, Carlos Tudela in Vasco Hogan Teves (iz javne televizije RTP), novinar Urbano Carrasco (iz časopisa Diário Popular), skupaj s pilotom ladje Carlosom Raulinom Peixotom, so tvegali svoja življenja s potovanjem na Ilha Nova. Ko so prispeli na otok, so zasadili portugalsko zastavo, hitro stopili na čoln in veslali nazaj. A Novi otok je izginil v morje do 30. oktobra.
4. novembra 1957 se je pojavil drugi vulkanski dogodek, ki je ustvaril drugi otok, do 12. novembra 1957 pa je nastala povezava z otokom Faiala. Eksplozije in izmetavanje so se postopoma povečevalo in do 15. decembra doseglo vrhunec, ko je nastal drugi stožec . Po noči hudega dežja in pepela (16. novembra ali okoli tega dne) se je eksplozivna dejavnost prenehala in začela se je faza iztekanja lave z več pepela in eksplozivne kamnine. Do takrat je največji eruptivni stolp segel 1450 metrov v zrak, s seboj pa je nosil pepel s severozahoda na razdalji 20 kilometrov (6. decembra). Končni premor se je začel 29. decembra.
Med januarjem in aprilom 1958 so obstajali novi izbruhi pepela in spremljajoče vodne pare (beli in zatemnjeni), dva otočka ob obali Ponte dos Capelinhos pa sta izginila pod peskom in pepelom. V tem obdobju so postali stožci žlindre in zemeljska ožina sestavni del otoka Faial, uničili strehe lokalnih zgradb in napolnili prostor do svetilnika. Od 12. do 18. maja je bilo zabeleženih 450 seizmičnih dogodkov, ko se je vulkan preselil v strombolsko fazo, oddajal izstrelke 500 m v zrak, kar je povzročilo zmerne eksplozije, ki so jih spremljali infra-sonični valovi, ki so tresli vrata in okna na otoku in nekaterih sosednjih otokih. Ta zadnja faza je trajala več mesecev: zadnji tokovi lave so bili vidni 21. oktobra, zadnji projektili pa so bili prijavljeni 24. oktobra.
V tej zadnji fazi (okrog 14. maja) so v notranjosti Faialove kaldere odkrili fumarole, ki so začele oddajati žveplene vodne pare, vrelo ilovico in blato.
Čeprav je ena oseba skoraj padla v krater Capelinhos, ni bilo smrti zaradi izbruha. Na splošno so pepelne usedline in nekateri izstrelki povzročili uničenje domov in pokrili kmetijska zemljišča v župnijah Capelo in Praia do Norte. Poročilo, predstavljeno 15. januarja 1958, je pokazalo, da je izbruh prizadel 164 družin.
Zaradi tesnega odnosa med Portugalsko in Združenimi državami so se izselili begunci iz prizadetih župnij. Zakon o azorskih beguncih (2. september 1958) je dovolil izseljevanje 1500 ljudi, sponzorirali pa so ga demokratični kongresniki John O. Pastore iz Rhode Islanda in mladi senator John F. Kennedy iz Massachusettsa. Poleg številnih družin z območja Capelo so imeli koristi od teh začasnih ukrepov tudi drugi državljani Azorov. To je posebej vplivalo na 50-odstotno zmanjšanje prebivalstva Capela in prispevalo k večjemu življenjskemu standardu, večjim možnostim za delo in izboljšanju osnovnih dohodkov.

## Turizem
Vulkan je znamenitost Faiala; uničen svetilnik in center za obiskovalce (ki leži ob pečini vulkana) je turistična točka. Čeprav je vulkan nevaren (zaradi mirujočega stanja in reliefa), poteka pot iz centra za obiskovalce in svetilnika do vrha kaldere. 27. septembra 2007 so na Portugalskem in v celotni Azorski diaspori organizirali komemoracije ob 50. obletnici izbruha in njegovih učinkih na zgodovino otoka in ljudi.